# Fieldon (Illinois)
Pour les articles homonymes, voir Fieldon.
Fieldon est un village du comté de Jersey dans l'Illinois, aux États-Unis,. Situé à l'ouest du comté, il est incorporé le 23 août 1883.

## Démographie
Lors du recensement de 2010, le village comptait une population de 239 habitants. Elle est estimée, en 2016, à 225 habitants.